# Yves Cordier
Yves Cordier (* 15. Juli 1964) ist ein ehemaliger französischer Triathlet. Er ist Europameister auf der Triathlon-Kurzdistanz (1989). Cordier ist Managing Director der Ironman-Rennen in Nizza.

## Werdegang
Yves Cordier gilt als französische „Triathlon-Legende“. Der ausgesprochen starke Schwimmer lieferte sich in den 1980er Jahren viele Zweikämpfe mit dem US-Amerikaner Mark Allen. 1989 wurde Cordier Triathlon-Europameister auf der olympischen Distanz (1,5 km Schwimmen, 40 km Radfahren und 10 km Laufen).
Er konnte zwischen 1987 und 1999 fünfmal den Embrunman gewinnen. Dieser Triathlon in den Französischen Alpen gilt als eines der anspruchsvollsten Langdistanz-Rennen.
Cordier ist nach dem Ende seiner aktiven Karriere als Renndirektor des Ironman France tätig. Er ist als Coach tätig und trainierte etwa die französischen Triathleten Christel Robin, Delphine Pelletier und Jeanne Collonge. Auch sein Bruder Jean-Gabriel Cordier war als Triathlet aktiv.
Yves Cordier startete nach 15 Jahren Pause im August 2018 wieder beim 35-jährigen Jubiläum des Embrunman. Das Rennen auf der Langdistanz konnte er aber nicht beenden.
Cordier ist Chef der Kommission, die die Ironman-WM in Nizza organisiert, sowie den regulären Ironman France im Juni am gleichen Ort.

## Sportliche Erfolge
| Datum/Jahr    | Platz | Wettbewerb                                           | Austragungsort    | Zeit     | Bemerkung |
| ------------- | ----- | ---------------------------------------------------- | ----------------- | -------- | --- |
| 15. Aug. 2018 | DNF   | Embrunman                                            | Embrun            | –        | Start auf der Langdistanz |
| 29. Aug. 2015 | 31    | Ironman 70.3 Vichy                                   | Vichy             | 04:30:30 | bei der Erstaustragung |
| 15. Aug. 2011 | 10    | Embrunman                                            | Embrun            | 02:21:52 | Start auf der olympischen Distanz |
| 2010          | 7     | Embrunman                                            | Embrun            | 02:21:09 | Start auf der olympischen Distanz |
| 2003          | 10    | Embrunman                                            | Embrun            | 10:35:45 | |
| 2002          | 3     | Embrunman                                            | Embrun            | 10:14:47 | |
| 2001          | 2     | Embrunman                                            | Embrun            | 10:00:40 | |
| 2000          | DNF   | Ironman Hawaii                                       | Hawaii            | –        | |
| 2000          | 2     | Embrunman                                            | Embrun            | 10:07:38 | |
| 2000          | 8     | Ironman Lanzarote                                    | Puerto del Carmen | 09:10:18 | |
| 5. Feb. 2000  | 4     | Ironman South Africa                                 | Port Elizabeth    | 09:06:00 | |
| 1999          | 1     | Embrunman                                            | Embrun            | 10:14:49 | |
| 1998          | 1     | Embrunman                                            | Embrun            | 10:19:51 | Dieser Triathlon über die Langdistanz wurde im August in Embrun, in den französischen „Alpes Maritimes“ ausgetragen.                   |
| 1. Okt. 1995  | 7     | ITU Long Distance Triathlon World Championships      | Nizza             | 05:54:13 | |
| 1994          | 1     | Embrunman                                            | Embrun            | 10:10:03 | |
| 26. Juni 1994 | 3     | ITU Long Distance Triathlon World Championships      | Nizza             | 06:01:09 | Weltmeisterschaft auf der Langdistanz beim Triathlon International de Nice                                                             |
| 14. Aug. 1993 | 3     | ITU Triathlon World Cup                              | Embrun            | 02:19:53 | auf der olympischen Distanz |
| 1992          | 2     | Triathlon International de Nice                      | Nizza             | 06:00:50 | |
| 1992          | 1     | FRA Middle Distance Triathlon National Championships | Arcachon          |          | Staatsmeister Mitteldistanz |
| 1991          | 3     | Triathlon International de Nice                      | Nizza             | 06:08:45 | |
| 1991          | 2     | FRA Triathlon National Championships                 | Versailles        |          | Vizestaatsmeister auf der Kurzdistanz                                                                                                  |
| 1989          | 8     | Ironman Hawaii                                       | Hawaii            | 08:39:13 | |
| 11. Juni 1989 | 1     | ETU Triathlon European Championships                 | Cascais           | 02:02:08 | Sieg bei der Europameisterschaft der ETU                                                                                               |
| 1988          | 1     | FRA Long Distance Triathlon National Championships   | Frankreich        |          | Staatsmeister Langdistanz |
| 1988          | 3     | Triathlon International de Nice                      | Nizza             |          | |
| 1988          | 1     | Embrunman                                            | Embrun            |          | |
| 1987          | 1     | Embrunman                                            | Embrun            |          | Sein Bruder Jean-Gabriel Cordier erreichte den dritten Platz.                                                                          |
| 1986          | 7     | Triathlon International de Nice                      | Nizza             | 06:14:30 | |
| 1986          | 3     | Embrunman                                            | Embrun            |          | |
| 27. Juli 1985 |       | ETU Triathlon European Championships                 | Immenstadt        |          | schnellster Schwimmer bei der Triathlon-Europameisterschaft beim Allgäu Triathlon (1,3 km Schwimmen, 60 km Radfahren und 12 km Laufen) |

(DNF – Did Not Finish)